# Starogardzki Klub Sportowy
Starogardzki Klub Sportowy ist ein polnischer Sportverein aus Starogard Gdański, deren professionelle Basketballmannschaft der Herren seit 2004 in der höchsten nationalen Spielklasse Polska Liga Koszykówki (deutsch Polnische Basketball-Liga) unter dem Sponsorennamen Polpharma Starogard Gdański spielt.

## Geschichte
Der Verein wurde im Juni 2000 gegründet. Mitbegründer und Hauptsponsor des Sportclubs ist das polnische Pharmaunternehmen Polpharma.

## Halle
Die Mannschaft trägt ihre Heimspiele in der Hala Sportowa OSiR aus. Diese hat eine Kapazität von 1850 Sitzplätzen.

## Erfolge
- Gewinner des Superpokals der polnischen Liga 2011
- Pokalsieger in der Saison 2010/2011
- Bronze-Medaille der polnischen Meisterschaft in der Saison 2009/2010